# لانس جونستون
لانس جونستون (بالإنجليزية: Lance Johnstone)‏ هو لاعب كرة قدم أمريكية أمريكي، ولد في 11 يونيو 1973 في فيلادلفيا في الولايات المتحدة.
- لانس جونستون على موقع مرجع كرة القدم المحترفة.كوم (الإنجليزية)